# Desinflación

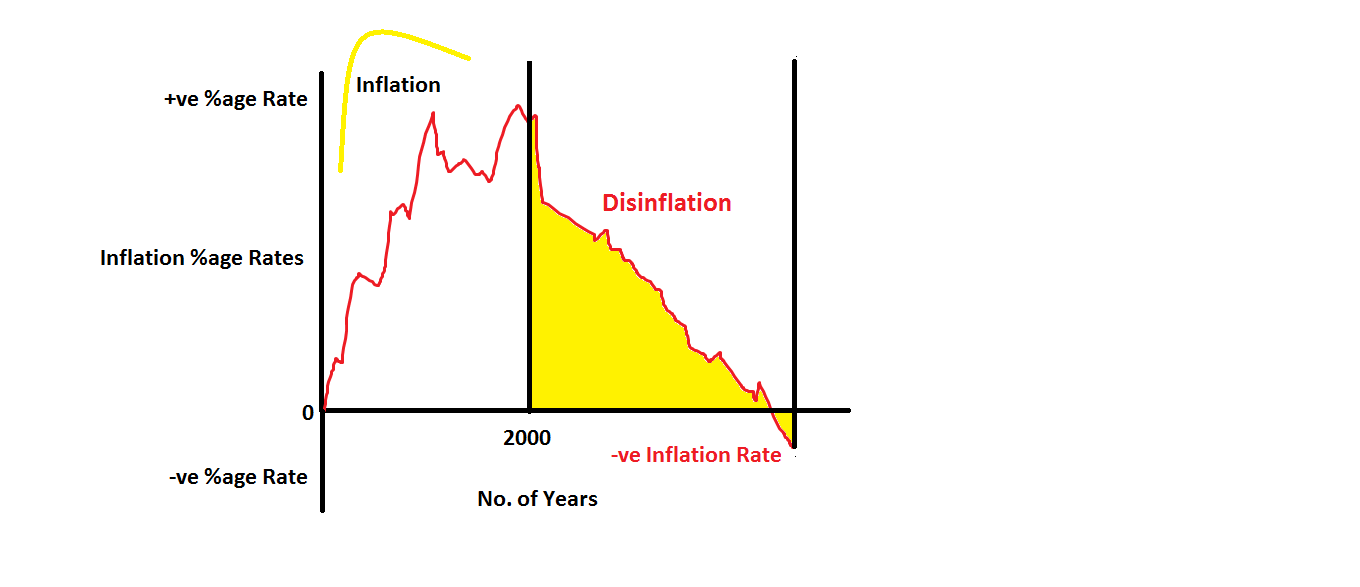
Gráfico de desinflación

La desinflación es una etapa económica en que el crecimiento de los precios (inflación) se reduce pero no llega a ser cero o negativo (deflación). Se aplica también a una política pública que busque exactamente este efecto en la economía, ya sea por medio de medidas de política fiscal (aumento de impuestos o recaudación pública de otro tipo, disminución de gasto público) o de medidas de política monetaria (restricciones en la oferta monetaria, aumentos en el tipo de interés) que en todo caso serán moderadas, para no distorsionar los precios u obligarlos a descender. Es un objetivo muy común de política económica, por ejemplo en España durante las décadas de los 80 y 90, la mayoría de los países del este de Europa desde la caída del Muro de Berlín, o actualmente en países latinoamericanos, principalmente Argentina o Venezuela.

## Efectos, ventajas e inconvenientes
Es en la mayoría de los casos coincidente con una marcha próspera de la economía, ya que la subida moderada de precios permite los ajustes de precios relativos entre bienes y servicios necesaria para reflejar sus costos relativos diferentes según los cambios tecnológicos, abundancia y otros. Además, carece de los efectos negativos de la inflación como la redistribución de ingresos hacia personas con una renta variable en contraposición con los asalariados, la incertidumbre de precios o tipos de cambio, y no provoca los efectos negativos de la deflación (caída de la demanda, desempleo, despidos masivos, depresión).